# Flughafen Page

i7
i11
i13
Der Page Municipal Airport (IATA-Code: PGA, ICAO-Code: KPGA)  ist ein öffentlicher Flughafen, 2 km südwestlich von Page im Coconino County, Arizona in den Vereinigten Staaten.

## Flughafendaten
Er hat zwei Asphaltpisten: eine mit 1814 m Länge und 46 m Breite und eine mit 671 m Länge und 23 m Breite. Die Fläche des Flughafens beträgt 225 ha. Die Seehöhe beträgt 1316 m.

## Geschichte
Der Flughafen wurde im September 1957 eröffnet.
Bonanza Air Lines begann in den frühen 1960er Jahren, Page mit 40 Passagieren fassenden Fairchild F-27 zu bedienen, mit täglicher Direktverbindung nach Phoenix über einen Zwischenstopp am Grand Canyon National Park Airport und auch täglich nach Salt Lake City über einen Zwischenstopp in Cedar City, Utah. Bonanza fusionierte dann mit Pacific Air Lines und West Coast Airlines und gründete Air West, die Page weiterhin täglich direkte F-27-Flüge nach Phoenix über Zwischenstopps am Flughafen Grand Canyon und Prescott sowie Direktflüge nach Salt Lake City über bediente Cedar City. Air West änderte daraufhin ihren Namen in Hughes Airwest, die 1972 tägliche direkte F-27-Verbindungen nach Las Vegas über den Flughafen Grand Canyon und außerdem täglich Direktverbindungen nach Salt Lake City über Cedar City betrieb. Bis 1975 hatte Hughes Airwest an Wochentagen einen direkten F-27-Flugdienst zum Los Angeles International Airport über Zwischenstopps in Grand Canyon, Las Vegas und Palm Springs eingeführt und betrieb weiterhin einen Direktflug nach Salt Lake City über Cedar City. Im Jahr 1977 flog Hughes Airwest neben dem Direktflug nach Salt Lake City über Cedar City an Wochentagen auch einen Nonstop-F-27-Flug nach Phoenix und übergab den Las Vegas-Flug an SkyWest Airlines, die Piper Navajo auf der Strecke mit Nonstop-Flügen betrieb. Hughes Airwest stellte daraufhin sämtliche Verbindungen zum Flughafen ein und bediente Page 1980 nicht mehr.
Nach der Einstellung des Flugbetriebs von Hughes Airwest bot SkyWest Airlines als unabhängige Zubringerfluggesellschaft Nonstop-Flüge mit Piper Navajo nach Las Vegas und Phoenix an. Scenic Airlines flog Ende der 1970er Jahre auch saisonal nonstop nach Las Vegas. Bis zum 1. Juni 1986 betrieb SkyWest den gesamten Flugverkehr nach Page als Western Express über eine Code-Sharing-Vereinbarung mit Western Airlines und flog Fairchild Swearingen Metroliner mit 19 Passagieren über einen Zwischenstopp in Flagstaff direkt nach Phoenix und auch nonstop nach St. George, Utah. Nach der Übernahme von Western durch Delta Air Lines am 1. April 1987 begann SkyWest, Page über eine Code-Sharing-Vereinbarung mit Delta als Delta Connection-Fluggesellschaft zu bedienen, wobei mit Fairchild Swearingen Metroliner dieselben Strecken geflogen wurden, die zuvor als Western Express betrieben wurden.
Bis 1995 führte SkyWest unter dem Namen Delta Connection drei Nonstop-Hin- und Rückflüge pro Tag mit Metroliner zwischen Page und Phoenix durch. Im Jahr 1996 begann Great Lakes Airlines, die Strecke Page–Phoenix mit 19-sitzigen Beechcraft 1900 zu bedienen. Im folgenden Jahr begann Scenic Airlines erneut, Page anzufliegen und flog die Strecke Page–Phoenix mit Cessna- und Beechcraft 1900-Flugzeugen. Im Jahr 1998 bediente Scenic Page über eine Code-Sharing-Vereinbarung mit Delta Air Lines. 1999 übernahm Sunrise Airlines den Service und flog täglich drei Hin- und Rückflüge nonstop zwischen Page und Phoenix als unabhängige Zubringerfluggesellschaft mit Piper Navajo. Great Lakes kehrte 2001 zu Page zurück und führte zunächst Flüge nach Phoenix als United Express im Auftrag von United Airlines über eine Code-Sharing-Vereinbarung durch, kehrte dann aber im folgenden Jahr zum unabhängigen Great Lakes-Banner zurück. Seitdem wurden zeitweise zusätzliche Flüge nach Denver, Las Vegas und Farmington, New Mexico durchgeführt, bevor Great Lakes am 26. März 2018 seinen Betrieb einstellte.
Der aktuelle Anbieter, Contour Airlines, nahm den Flugbetrieb im Herbst 2018 auf. Contour hatte vor Beginn der Pandemie Anfang 2020 auch Flüge nach Las Vegas und Grand Canyon Airlines (ehemals Scenic Airlines) nach Boulder City, Nevada.

## Flugbetrieb
Im Jahre 2022 wurden 20.403 Passagiere befördert. Im selben Jahr fanden 17.082 Flugbewegungen statt, davon 1.000 lokale Bewegungen, 7.990 Zwischenlandungen, 6.886 Air-Taxi-Flüge, 1.134 Frachtflüge und 72 militärische Flüge statt. In diesem Jahr waren hier 54 einmotorige und 11 zweimotorige Flugzeuge sowie 4 Jetflugzeuge und 3 Hubschrauber stationiert.